# Bəsitçay Qoruğu
Bəsitçay Qoruğu är ett naturreservat i Azerbajdzjan.   Det ligger i distriktet Zəngilan Rayonu, i den södra delen av landet, 300 kilometer sydväst om huvudstaden Baku.
Trakten runt Bəsitçay Qoruğu består i huvudsak av gräsmarker. Runt Bəsitçay Qoruğu är det ganska glesbefolkat, med 34 invånare per kvadratkilometer.